# Calcio Catania 1991-1992
Questa voce raccoglie le informazioni riguardanti il Calcio Catania nelle competizioni ufficiali della stagione 1991-1992.

## Stagione
Nella stagione 1991-92 il Catania ha disputato il girone B della Serie C1, si è piazzato al sesto posto con 34 punti, il torneo ha visto promossi in Serie B la Ternana con 44 punti e la Fidelis Andria con 41 punti, il Perugia con 40 punti è rimasto in Serie C1. La stagione dei rossoazzurri etnei parte con l'allenatore Pino Caramanno, ma dopo solo due sconfitte in Coppa Italia viene sostituito da Franco Vannini, con lui si completa la Coppa con altre tre sconfitte, ma da un Catania formato dalla squadra Beretti (giovanile), rinforzata da alcuni titolari. Anche il campionato a ranghi finalmente completi, non parte bene, dopo cinque partite, il Catania ha quattro punti, la dirigenza catanese torna sui suoi passi e richiama Pino Caramanno, con il quale viene portato a termine il campionato in quinta posizione, tra tante batoste e poche prove maiuscole, sempre comunque lontani dal carro delle quattro squadre che si sono giocate la promozione.

## Rosa
| N. |                   | Ruolo | Calciatore           |
| -- | ----------------- | ----- | -------------------- |
|    | Italia (bandiera) | P     | Angelo Conticelli    |
|    | Italia (bandiera) | P     | Fabrizio Grilli      |
|    | Italia (bandiera) | P     | Mario Paradisi       |
|    | Italia (bandiera) | D     | Giordano Caini       |
|    | Italia (bandiera) | D     | Massimiliano Caliari |
|    | Italia (bandiera) | D     | Giovanni Colasante   |
|    | Italia (bandiera) | D     | Vincenzo Del Vecchio |
|    | Italia (bandiera) | D     | Walter Dondoni       |
|    | Italia (bandiera) | D     | Mirko Mattei         |
|    | Italia (bandiera) | D     | Pier Luigi Nicoli    |
|    | Italia (bandiera) | D     | Andrea Salvadori     |
|    | Italia (bandiera) | D     | Angelo Sciuto        |

| N. |                   | Ruolo | Calciatore           |
| -- | ----------------- | ----- | -------------------- |
|    | Italia (bandiera) | C     | Danilo Biondi        |
|    | Italia (bandiera) | C     | Nunzio La Torre      |
|    | Italia (bandiera) | C     | Mariano Marchetti    |
|    | Italia (bandiera) | C     | Cristiano Patta      |
|    | Italia (bandiera) | C     | Giuseppe Romano      |
|    | Italia (bandiera) | C     | Orazio Russo         |
|    | Italia (bandiera) | C     | Maurizio Spigarelli  |
|    | Italia (bandiera) | C     | Leonardo Vanzetto    |
|    | Italia (bandiera) | A     | Loriano Cipriani     |
|    | Italia (bandiera) | A     | Santo Gianguzzo      |
|    | Italia (bandiera) | A     | Gianfranco Palmisano |
|    | Italia (bandiera) | A     | Claudio Pelosi       |

## Risultati

### Campionato

#### Girone di andata
| Arbitro: | Tombolini (Ancona) |

|                                    |           |           |
| Bolognesi 12’ (rig.) Matticari 63’ | Marcatori | 91’ Patta |

| Catania 22 settembre 1991 2ª giornata | Catania                   | 0 – 0 | Sambenedettese | Stadio Cibali\| Arbitro: \| Zuccolini (Reggio Emilia) \| |
| Arbitro:                              | Zuccolini (Reggio Emilia) |       |                |                                                          |

| Arbitro: | Bertocci (Genova) |

|  |           |                         |
|  | Marcatori | 49’ Cipriani 93’ Pelosi |

| Arbitro: | Pisacreta (Salerno) |

|                           |           |                            |
| Cipriani 4’ Colasante 67’ | Marcatori | 20’ P. Pazzini 47’ Balleri |

| Arbitro: | Cosimo Bolognino (Milano) |

|                       |           |  |
| Maurizio Varriale 59’ | Marcatori |  |

| Arbitro: | Casaluci (Lecce) |

|               |           |                |
| Palmisano 61’ | Marcatori | 47’ N. Coppola |

| Arbitro: | Scotton (Bassano del Grappa) |

|                              |           |  |
| Compagno 30’ R. Petrucci 56’ | Marcatori |  |

| Arbitro: | Misticoni (Ascoli Piceno) |

|                                         |           |            |
| Carpineta 8’ (aut.) Cipriani 54’ (rig.) | Marcatori | 9’ Fratena |

| Arbitro: | Bonfrisco (Monza) |

|                  |           |                    |
| Cipriani 5’, 31’ | Marcatori | 88’ (rig.) Alberti |

| Arbitro: | Ferro (Verona) |

|                              |           |  |
| Landonio 21’ De Gregorio 82’ | Marcatori |  |

| Arbitro: | Senzacqua (Ascoli Piceno) |

|  |           |             |
|  | Marcatori | 59’ Sgherri |

| Arbitro: | Iannello (Voghera) |

|             |           |  |
| Limetti 49’ | Marcatori |  |

| Arbitro: | Bancale (Latina) |

|               |           |  |
| Colasante 44’ | Marcatori |  |

| Arbitro: | Braschi (Prato) |

|                 |           |                          |
| Buoncammino 34’ | Marcatori | 47’ Dondoni 64’ Cipriani |

| Catania 29 dicembre 1991 15ª giornata | Catania         | 0 – 0 | Ternana | Stadio Cibali\| Arbitro: \| Russo (Pescara) \| |
| Arbitro:                              | Russo (Pescara) |       |         |                                                |

| Arbitro: | Messina (Bergamo) |

|                |           |  |
| Insanguine 18’ | Marcatori |  |

| Arbitro: | Farina (Novi Ligure) |

|                            |           |           |
| Pelosi 15’ Del Vecchio 75’ | Marcatori | 79’ Zauli |

#### Girone di ritorno
| Arbitro: | Minotti (Frosinone) |

|                 |           |  |
| Del Vecchio 74’ | Marcatori |  |

| Arbitro: | Gregori (Piacenza) |

|                   |           |  |
| Minuti 77’ (rig.) | Marcatori |  |

| Arbitro: | Cavanna (Roma) |

|                      |           |  |
| G. Romano 90’ (rig.) | Marcatori |  |

| Arbitro: | Genovese (Avellino) |

|  |           |               |
|  | Marcatori | 84’ G. Romano |

| Arbitro: | Casoli (Reggia Emilia) |

|                                                   |           |                                           |
| Antonio Rumolo 11’ (aut.) Maurizio Spigarelli 71’ | Marcatori | Ciro Donnarumma 77’ Onesto Riccitelli 85’ |

| Arbitro: | Calvi (Milano) |

|            |           |  |
| Gonano 64’ | Marcatori |  |

| Arbitro: | Braschi (Prato) |

|                         |           |  |
| Nicoli 32’ Vanzetto 66’ | Marcatori |  |

| Arbitro: | Ciambotti (Empoli) |

|  |           |              |
|  | Marcatori | 87’ La Torre |

| Reggio Calabria 5 aprile 1992 26ª giornata | Reggina            | 0 – 0 | Catania | Stadio Comunale\| Arbitro: \| Contente (Salerno) \| |
| Arbitro:                                   | Contente (Salerno) |       |         |                                                     |

| Arbitro: | Alban (Bassano del Grappa) |

|                 |           |              |
| Del Vecchio 44’ | Marcatori | 82’ De Solda |

| Arbitro: | Branzoni (Pavia) |

|            |           |  |
| Chiesa 31’ | Marcatori |  |

| Arbitro: | Ruggiero (Nocera Inferiore) |

|                 |           |  |
| Del Vecchio 34’ | Marcatori |  |

| Arbitro: | Daneluzzi (Latisana) |

|          |           |                |
| Savi 37’ | Marcatori | 27’ Spigarelli |

| Arbitro: | Pellegrino (Barcellona Pozzo di Gotto) |

|  |           |             |
|  | Marcatori | 29’ Mancuso |

| Arbitro: | Bortoli (Schio) |

|              |           |  |
| Consonni 50’ | Marcatori |  |

| Arbitro: | Rausa (Cosenza) |

|                                       |           |                |
| G. Romano 25’ Pelosi 29’ La Torre 32’ | Marcatori | 82’ Argentieri |

| Arbitro: | Piantoni (Terni) |

|                      |           |  |
| Hubner 24’ Galli 77’ | Marcatori |  |

## Coppa Italia

### Girone S
| Arbitro: | Racalbuto (Gallarate) |

|            |           |                                          |
| Cecconi 9’ | Marcatori | 37’ Infantino 52’, 78’ Di Dio 79’ Nuccio |

| Arbitro: | Freddi (Sassari) |

|                |           |              |
| Dal Balcon 20’ | Marcatori | 30’ Cipriani |

| Arbitro: | Griffo (Palermo) |

|                                           |           |                         |
| D'Isidoro 19’ (rig.), 70’ Pisano 24’, 61’ | Marcatori | 5’ Cipriani 64’ Cecconi |

| Arbitro: | Scarfò (Reggio Calabria) |

|  |           |             |
|  | Marcatori | 85’ Tudisco |

| Arbitro: | Genovese (Avellino) |

|                 |           |                        |
| Bucciarelli 76’ | Marcatori | 82’ (aut.) Bucciarelli |